# 北○条西 (札幌市)
北○条西（きた じょうにし）は、札幌市中央区の創成川若しくは創成川通（国道5号）周辺から西側、および大通より北側にある、碁盤目状の区画である。中央区と北区に跨って存在する。

## 歴史
※太字は新設
- 1881年〈明治14年〉- 以下の通り名（いずれも創成川以西）を改称して北1条西〜北6条西成立
  - 浜益通 → 北1条西1〜8丁目
  - 厚田通 → 北2条西1〜4丁目
  - 札幌通 → 北3条西1〜8丁目
  - 石狩通 → 北4条西1〜4丁目
  - 樺戸通 → 北5条西1〜4丁目
  - 空知通 → 北6条西1〜8丁目
- 1886年〈明治19年〉- 北6条西の一部から北7条西1〜5丁目設置
- 1887年〈明治20年〉
  - 北海道庁敷地内に北2条西5〜8丁目設置
  - 旧開拓使庁舎敷地内に以下を設置
    - 北3条西5・7〜8丁目
    - 北4条西、北5条西の5〜8丁目
- 1890年〈明治23年〉
  - 通称桑園地区から、北1条西〜北5条西の9〜20丁目を設置
  - 旧農園地区から北8条西1〜6丁目設置
- 1900年〈明治33年〉
  - 北8条西1丁目の一部から北9条西〜北15条西の1〜5丁目を設置
- 1925年〈大正14年〉- 以下のように区画変更及び新設
  - 北1条西〜北5条西それぞれにおいて、20丁目の一部から21丁目設置
  - 北海道庁庁舎所在地に北3条西6丁目設置
  - 北6条西8丁目の一部から9丁目設置
  - 以下、北海道大学構内に設置
    - 北7条西8〜10丁目
    - 北8条西7〜11丁目
    - 北9条西〜北10条西の7〜11丁目
    - 北11条西〜北13条西の6〜12丁目
    - 北14条西〜北15条西の6〜13丁目

  - 通称桑園地区から以下を設置
    - 北6条西10〜21丁目
    - 北7条西11〜21丁目
    - 北8条西〜北10条西の12〜21丁目
    - 北11条西〜北13条西の13〜20丁目

  - 北8条西1丁目の一部から以下を設置
    - 北16条西〜北18条西の1〜13丁目
    - 北19条西〜北24条西の2〜13丁目
    - 北25条西2〜11丁目

  - 通称競馬場地区から以下を設置
    - 北14条西14〜20丁目
    - 北15条西〜北16条西の14〜21丁目
    - 北17条西〜北19条西の14〜19丁目
    - 北20条西14〜16丁目
    - 北21条西14〜15丁目
    - 北22条西14丁目
- 1932年〈昭和7年〉- 以下のように区画変更
  - 北11条西〜北13条西それぞれにおいて、20丁目の一部から21丁目を設置
  - 北17条西19丁目の一部から20丁目設置
  - 琴似川河川敷改修地区に以下を設置
    - 北20条西17〜18丁目
    - 北22条西15丁目
- 1934年〈昭和9年〉- 札幌村大字札幌村の一部を編入し、北19条西〜北25条西それぞれにおいて1丁目を設置
- 1941年〈昭和16年〉
  - この時札幌市に編入した円山町のうち字円山の一部から以下を設置
    - 北1条西〜北2条西の22〜28丁目
    - 北3条西〜北4条西の22〜30丁目
- 1942年〈昭和17年〉- 北19条西〜北25条西各1丁目を全て北19条東〜北25条東各1丁目に編入し廃止
- 1953年〈昭和28年〉- 北25条西の一部から以下を新設
  - 北26条西2〜13丁目
  - 北27条西11〜13丁目
- 1959年〈昭和34年〉- 琴似町新川、琴似町新琴似の各一部を編入し、以下を新設、設置
  - 北23条西〜北25条西の14丁目（琴似町新川の一部）
  - 北27条西2〜10丁目（琴似町新川の一部）
  - 北28条西〜北29条西の2〜10丁目（琴似町新川、琴似町新琴似の各一部）
  - 北30条西〜北31条西の2〜9丁目（琴似町新川、琴似町新琴似の各一部）
  - 北32条西〜北33条西の2〜8丁目（琴似町新川、琴似町新琴似の各一部）
  - 北34条西2〜6丁目（琴似町新川、琴似町新琴似の各一部）
  - 北35条西〜北37条西の2〜5丁目（琴似町新琴似の一部）
- 1965年〈昭和40年〉- 円山北町を編入し、以下を設置
  - 北6条西・北8条西の22〜26丁目
  - 北7条西22〜27丁目
  - 北9条西〜北11条西の22〜24丁目
  - 北12条西22〜23丁目
  - 北13条西・北15条西の22丁目
  - 北14条西21〜22丁目
- 1967年〈昭和42年〉
  - 北20条西18丁目を八軒5条東・八軒6条東それぞれに編入し廃止
  - 琴似町新川、琴似町新琴似の各一部を編入し以下を新設、設置
    - 北25条西15〜18丁目（琴似町新川の一部）
    - 北26条西14〜17丁目（琴似町新川の一部）
    - 北27条西14〜16丁目（琴似町新川の一部）
    - 北28条西〜北29条西の11〜15丁目（琴似町新川、琴似町新琴似の各一部）
    - 北30条西〜北31条西の10〜14丁目（琴似町新川、琴似町新琴似の各一部）
    - 北32条西9〜13丁目（琴似町新川、琴似町新琴似の各一部）
    - 北33条西9〜12丁目（琴似町新川、琴似町新琴似の各一部）
    - 北34条西7〜11丁目（琴似町新琴似の一部）
    - 北35条西〜北36条西の6〜10丁目（琴似町新琴似の一部）
    - 北37条西6〜9丁目（琴似町新琴似の一部）
    - 北38条西2〜8丁目（琴似町新琴似の一部）
    - 北39条西3〜7丁目（琴似町新琴似の一部）
    - 北40条西4〜6丁目（琴似町新琴似の一部）
- 1977年〈昭和52年〉- 円山北町と宮の森の一部を編入し以下を設置
  - 北5条西26〜29丁目
  - 北6条西27〜28丁目
- 1983年〈昭和58年〉- 区域変更により以下の丁目を廃止
  - 北9条西12丁目
  - 北10条西12〜13丁目
  - 北11条西12丁目
  - 北12条西〜北13条西の13〜14丁目
  - 北14条西14・16・17丁目
  - 北15条西14・16〜18丁目
  - 北16条西14・17〜19丁目
  - 北17条西14・16〜20丁目
  - 北18条西14・16〜19丁目
  - 北19条西14〜19丁目
  - 北20条西14・16・17丁目
  - 北21条西〜北22条西の14丁目

## 条と丁目
| 条       | 丁目               | 丁目               | 丁目               | 備考 |
| 条       | 北区               | 中央区             | 欠番               | 備考 |
| -------- | ------------------ | ------------------ | ------------------ | --- |
| 北1条西  | -                  | 1 - 28丁目         | -                  | 1丁目：札幌市民ホール、さっぽろ創世スクエア（札幌市民交流プラザ、北海道テレビ放送（HTB)本社、朝日新聞北海道支社）、創成川公園、大友亀太郎像 2丁目：札幌市役所、札幌市時計台、札幌商工会議所、エフエム北海道（AIR-G'）本社、AIRDO本社、N309遺跡 4丁目：札幌グランドホテル 5丁目：北海道札幌方面中央警察署、北海道放送 (HBC) 本社、北菓楼札幌本館 6丁目：日本経済新聞札幌支社 7丁目：札幌トヨタ自動車本社 8丁目：札幌テレビ放送（STV）本社、ヤマダデンキTecc LIFE SELECT 札幌本店 9丁目：NHK札幌放送局、専門学校札幌ビジュアルアーツ、専門学校札幌マンガ・アニメ学院、札幌ベルエポック製菓調理専門学校 10丁目：札幌弁護士会館 11丁目：グランドメルキュール札幌大通公園 13丁目：札幌市教育文化会館、札幌北一条教会 14丁目：北海道文化放送（UHB)本社、NTTドコモ北海道支社 16丁目：北海道知事公館 17丁目：北海道立近代美術館 25丁目：札幌市立円山小学校 28丁目：円山公園、在札幌米国総領事館 |
| 北2条西  | -                  | 1 - 28丁目         | -                  | 1丁目：ニューオータニイン札幌、マルイト札幌ビル（ホテルモントレエーデルホフ札幌）、リッチモンドホテル札幌駅前 2丁目：札幌市教育委員会 4丁目：札幌三井JPビルディング、日本郵政グループ札幌ビル 6丁目：北海道議会庁舎 7丁目：北海道警察本部、北海道立道民活動センター（かでる2・7） 11丁目：市立札幌大通高等学校 12丁目：在札幌大韓民国総領事館 15丁目：北海道立三岸好太郎美術館 18丁目：札幌管区気象台 |
| 北3条西  | -                  | 1 - 30丁目         | -                  | 1丁目：ANAクラウンプラザホテル札幌 4丁目：札幌市北3条広場、日本生命札幌ビル 6丁目：北海道庁（本庁舎、旧本庁舎〈赤レンガ庁舎〉）、北海道立文書館 7丁目：石狩振興局庁舎、北海道漁業協同組合連合会（ぎょれん）本所 8丁目：北海道大学植物園 19丁目：本願寺札幌別院 |
| 北4条西  | -                  | 1 - 30丁目         | -                  | 1丁目：北農ビル、ホクレンビル、共済ホール 2 - 4丁目：札幌市営地下鉄さっぽろ駅 2丁目：さっぽろ東急百貨店 4丁目：読売新聞北海道支社、伊藤組土建本社、加森観光本社、台北駐日経済文化代表処札幌分処 5丁目：アスティ45ビル 6丁目：毎日新聞北海道支社 7丁目：斗南病院 15丁目：自衛隊札幌地方協力本部 19丁目：札幌龍谷学園高等学校 28丁目：札幌市営地下鉄西28丁目駅 |
| 北5条西  | -                  | 1 - 29丁目         | -                  | 2 - 4丁目：JRタワー 2丁目：札幌エスタ（札幌駅バスターミナル） 3・4丁目：アピア 4丁目：大丸札幌店 5丁目：JR55 SAPPORO（紀伊國屋書店札幌本店） 6丁目：札幌センタービル、JRイン札幌、三井ガーデンホテル札幌 7丁目：京王プラザホテル札幌 14丁目：青山建築デザイン・医療事務専門学校 18丁目：札幌臨床検査センター |
| 北6条西  | 1 - 9丁目          | 10 - 28丁目        | -                  | 1丁目：札幌医療リハビリ専門学校 4丁目：北海道旅客鉄道（JR北海道）札幌駅 5丁目：サツエキ Bridge、ヨドバシカメラマルチメディア札幌 7丁目：偕楽園緑地 8丁目：大原法律公務員専門学校 |
| 北7条西  | 1 - 10丁目         | 11 - 27丁目        | -                  | 1丁目：ホクレン商事本社 2丁目：札幌北ビル 4丁目：FM NORTH WAVE本社 7丁目：清華亭 |
| 北8条西  | 1 - 11丁目         | 12 - 26丁目        | -                  | 2丁目：札幌第1合同庁舎 3丁目：札幌エルプラザ 4丁目：京王プレリアホテル札幌 5丁目：北海道大学 14丁目：イオン札幌桑園ショッピングセンター 21丁目：マックスバリュ北海道事業本部 |
| 北9条西  | 1 - 11丁目         | 13 - 24丁目        | 12丁目             | 3丁目：土屋ホーム本社 7丁目：古河記念講堂 |
| 北10条西 | 1 - 11丁目         | 14 - 24丁目        | 12・13丁目         | 8丁目：北海道大学総合博物館 24丁目：札幌市農業協同組合（JAさっぽろ）本所、メディカルシステムネットワーク本社 |
| 北11条西 | 1 - 11丁目         | 13 - 24丁目        | 12丁目             | 4丁目：ムトウ本社 13丁目：市立札幌病院、札幌市立大学桑園キャンパス、札幌市立桑園小学校ひまわり分校・札幌市立陵北中学校ひまわり分校 15丁目：JR北海道桑園駅、JR北海道本社（北海道旅客鉄道鉄道事業本部）、日本貨物鉄道北海道支社 |
| 北12条西 | 1 - 12丁目         | 15 - 20・23丁目    | 13・14・21・22丁目 | 4丁目：札幌市営地下鉄北12条駅 20丁目：札幌市中央卸売市場 |
| 北13条西 | 1 - 12丁目         | 15 - 19丁目        | 13・14丁目         | |
| 北14条西 | 1 - 13丁目         | 15・18 - 20丁目    | 14・16・17丁目     | 2丁目：霜星寮 5丁目：北海道大学病院 |
| 北15条西 | 1 - 13丁目         | 15・19丁目         | 14・16 - 18丁目    | 4丁目：北海道ファッション専門学校 |
| 北16条西 | 1 - 13丁目         | 15・16・20・21丁目 | 14・17 - 19丁目    | 2丁目：学校法人藤学園（藤女子大学・中学校・高等学校・藤幼稚園） 16丁目：札幌競馬場 |
| 北17条西 | 1 - 13丁目         | 15丁目             | 14丁目             | |
| 北18条西 | 1 - 13丁目         | 15丁目             | 14丁目             | 2丁目：札幌市立北辰中学校 4丁目：札幌市営地下鉄北18条駅 6 - 13丁目：環状通エルムトンネル 13丁目：恵迪寮 |
| 北19条西 | 2 - 13丁目         | -                  | 1丁目              | 8丁目：札幌農学校第2農場 11丁目：北海道立総合研究機構本部 12丁目：北海道立衛生研究所 |
| 北20条西 | 2 - 13丁目         | 15丁目             | 1・14丁目          | 13丁目：北海道札幌工業高等学校 |
| 北21条西 | 2 - 13丁目         | 15丁目             | 1・14丁目          | |
| 北22条西 | 2 - 13丁目         | 15丁目             | 1・14丁目          | 13丁目：北海道武蔵女子短期大学 |
| 北23条西 | 2 - 14丁目         | -                  | 1丁目              | 4丁目：札幌市営地下鉄北24条駅 |
| 北24条西 | 2 - 19丁目         | -                  | 1丁目              | 5丁目：札幌サンプラザ 6丁目：札幌市北区役所、北海道医薬専門学校 8丁目：北海道札幌方面北警察署、札幌市北消防署、北海道芸術デザイン専門学校、札幌飛行場跡地 |
| 北25条西 | 2 - 9・11 - 18丁目 | -                  | 1・10丁目          | 6丁目：北区民センター図書室 11丁目：北海道札幌北高等学校 |
| 北26条西 | 2 - 9・12 - 17丁目 | -                  | 1・10・11丁目      | 5丁目：北27条公園通り 12丁目：北海道札幌聾学校 |
| 北27条西 | 2 - 16丁目         | -                  | 1丁目              | |
| 北28条西 | 2 - 15丁目         | -                  | 1丁目              | 15丁目：真宗大谷派札幌別院現来寺支院 |
| 北29条西 | 2 - 15丁目         | -                  | 1丁目              | 2丁目：札幌創成高等学校 |
| 北30条西 | 2 - 14丁目         | -                  | 1丁目              | 8丁目：セイコーマート1号店 |
| 北31条西 | 2 - 14丁目         | -                  | 1丁目              | |
| 北32条西 | 2 - 13丁目         | -                  | 1丁目              | |
| 北33条西 | 2 - 12丁目         | -                  | 1丁目              | 4丁目：札幌市営地下鉄北34条駅 6丁目：札樽自動車道札幌北IC（第二） |
| 北34条西 | 2 - 11丁目         | -                  | 1丁目              | 7丁目：札幌市立和光小学校、札幌市立北陽中学校 |
| 北35条西 | 2 - 10丁目         | -                  | 1丁目              | 2丁目：札幌三育幼稚園 |
| 北36条西 | 2 - 10丁目         | -                  | 1丁目              | 4丁目：日正寺 5丁目：麻生自動車学校 |
| 北37条西 | 2 - 9丁目          | -                  | 1丁目              | 3丁目：クラズユニック麻生本校 |
| 北38条西 | 2 - 8丁目          | -                  | 1丁目              | |
| 北39条西 | 3 - 7丁目          | -                  | 1・2丁目           | 4丁目：麻生バスターミナル、イオン札幌麻生店 |
| 北40条西 | 4 - 6丁目          | -                  | 1 - 3丁目          | 5丁目：札幌市営地下鉄麻生駅 |